# 馬德里大都市區

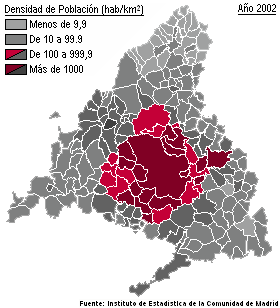
馬德里大都市區人口密度

馬德里大都市區（西班牙語：Área metropolitana de Madrid）是西班牙的一個大都市區，包括了馬德里及其附近的20個市鎮。馬德里大都市區面積5,335.97平方（2,060.23平方英里），人口6,321,398人。馬德里大都市區是西班牙最大的大都市區，也是歐盟第四大都市區和世界人口第54多的都市區。